# Franco de las Colonias Francesas americanas
El franco de las Colonias Francesas americanas o bien franco de las Indias Occidentales Francesas era la unidad monetaria desde 1825 hasta 1848 que circuló en las colonias francesas de América, siendo las de esta época la Guayana Francesa y las islas de Guadalupe, Marigalante, La Deseada, Los Santos, parte norte de la isla de San Martín, la de Martinica y las de San Pedro y Miquelón.

## Historia
Hasta 1794 las colonias francesas utilizaron la libra de las Indias Occidentales pero con la Primera República y luego el Primer Imperio francés comenzaron a llegar las monedas del nuevo franco que se distribuyeron por todos los establecimientos americanos, inclusive en la parte oriental de la isla de Santo Domingo que estuvo ocupada desde 1795 hasta 1809 y pasó a formar parte de la colonia francesa de Saint-Domingue.
Luego de las guerras napoleónicas y la Restauración borbónica en Francia, volvieron a acuñarse monedas propias pero esta vez era el franco de las Colonias Francesas americanas en 1825 pero solo en los remanentes que le quedaba en el continente que eran la Guayana Francesa, las Antillas y las islas de San Pedro y Miquelón.
Se acuñaron hasta 1844 pero siguieron circulando hasta 1846 en Guayana, año en que tuvo moneda propia de 10 céntimos de vellón del franco francoguayanés que circuló hasta 1848 —y nuevamente en 1888 pero solo emitió papel moneda propio, usando siempre monedas del franco francés y en la actualidad el euro— y en las Antillas Francesas y las islas San Pedro y Miquelón hasta 1848, cuando se proclamó la Segunda República francesa, aunque en Guadalupe y dependencias desde ese año se comenzaría a emitir papel moneda del franco guadalupense, usando las monedas del franco francés hasta 1903, al igual que en la isla de Martinica hasta 1897 pero que solo emitiría papel moneda desde 1855 del franco martinicano. En las islas de San Pedro y Miquelón se comenzaría a emitir papel moneda propio desde 1890 del franco sampedrino pero usando las monedas del franco francés hasta 1948.

## Monedas
- 5 céntimos de bronce de 27 mm de diámetro. De marca de ceca A (París) con años 1825, 1828-1830, de ceca H (La Rochelle) con año 1827, en el anverso con un rostro laureado de perfil izquierdo, orlado con escritura francesa y en mayúsculas: CHARLES X ROI DE FRANCE (Carlos X, rey de Francia). Años 1839, 1941 y 1943-1944 de ceca A, en el anverso con un rostro laureado de perfil izquierdo, orlado con escritura: LOUIS PHILIPPE I ROI DE FRANCE (Luis Felipe I, rey de Francia). Todas en el reverso con valor encolumnado en francés abreviado: "5 CENT.", rodeado de laureles enlazados por encima del año y orlado con la escritura francesa: COLONIES FRANÇAISES.
- 10 céntimos de bronce de 31 mm de diámetro. De marca de ceca A, con años 1825, 1828-1829, de ceca H con año 1827. Años 1839, 1841 y 1843-1844, con ceca A. El anverso y el reverso de ambas son semejantes al de 5 céntimos.